# Rothschildia arethusa
Rothschildia arethusa is een vlinder uit de onderfamilie Saturniinae van de familie nachtpauwogen (Saturniidae).
De wetenschappelijke naam van de soort is, als Attacus arethusa, voor het eerst geldig gepubliceerd door Francis Walker in 1855.

## Ondersoorten
- Rothschildia arethusa arethusa
- Rothschildia arethusa rhodina Jordan, 1911